# Cancel
El cancel (del latín cancellus, plural, cancelli, "verja", "celosía", "reja") es un elemento arquitectónico de protección y separación. Hay varios tipos: el que se construye en la parte interior de las puertas de acceso a las iglesias, formando un gran armazón de madera con el que se impide la entrada del viento, los ruidos, etc.; suele estar compuesto por tres paneles y un techo, los laterales son más pequeños y sirven de accesos dándole al conjunto una función similar a la de una contrapuerta.
Otro modelo de cancel, también habitual en los recintos eclesiásticos, es el armazón vertical, con apariencia de gran armario, usado como separación en determinadas habitaciones. Esta especie de mampara o biombo puede estar construida en madera, metal u otros materiales.
Un tercer modelo, más concreto, es el "cancel del presbiterio", cerca de poca altura que en una iglesia separa el presbiterio de la nave.
De común raíz lingüística, la cancela, en el recinto que limitaba el coro y el santuario, funciona como antepecho o pretil de seguridad, a modo de barandilla. Tiene su precedente, como elemento de división de nave y coro, en las cancelas prerrománicas, tableros o paneles de piedra o mármol adornados con bajorrelieves que se apoyaban en las columnas de la nave.
En la Antigua Roma, las cancelli se empleaban para compartimentar o dividir espacios en sus tribunales de justicia.

## Tipos

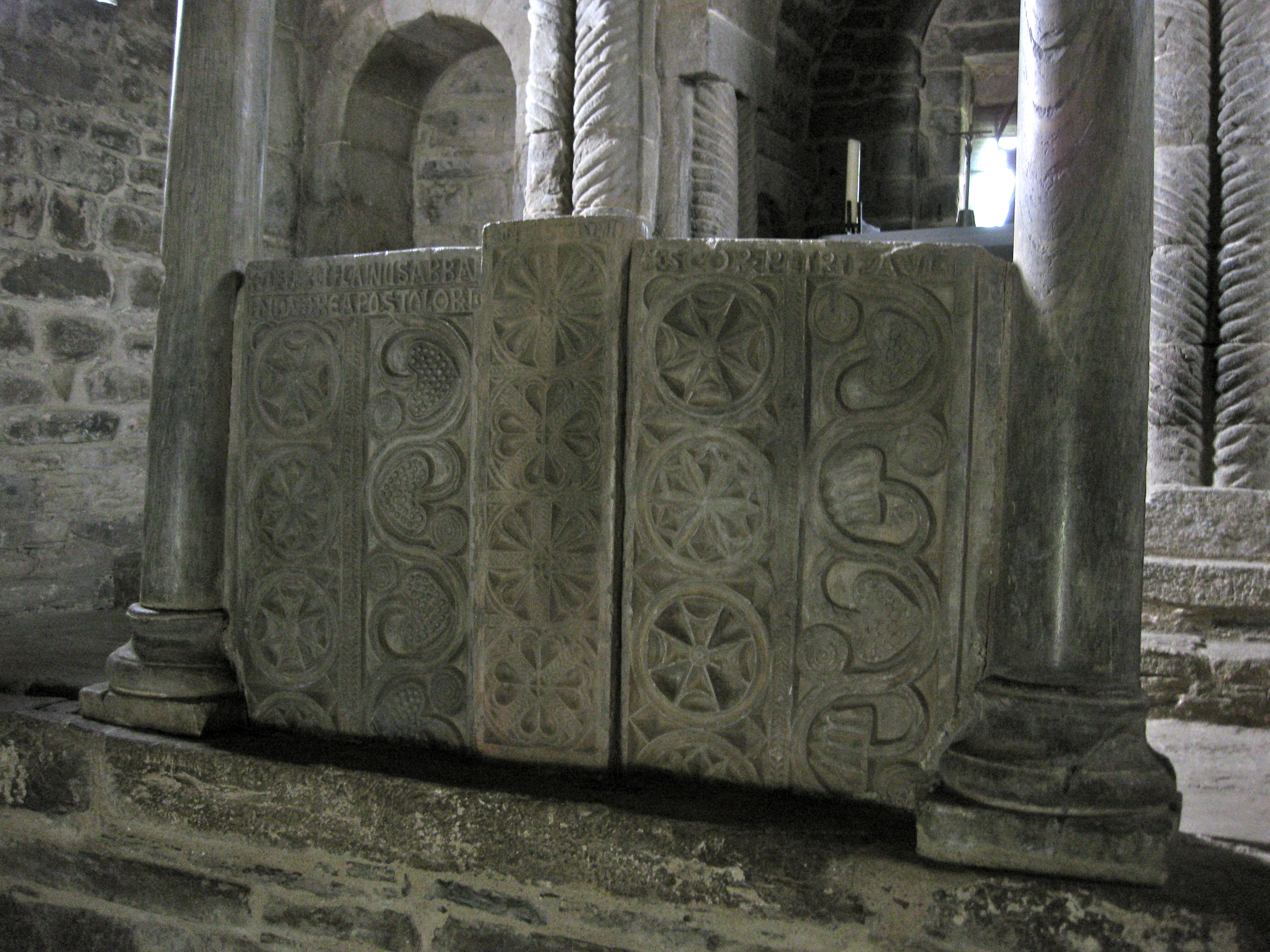
Detalle del cancel del iconostasio de la iglesia de Santa Cristina de Lena, (Lena (Asturias). Origen visigodo (siglo VII).
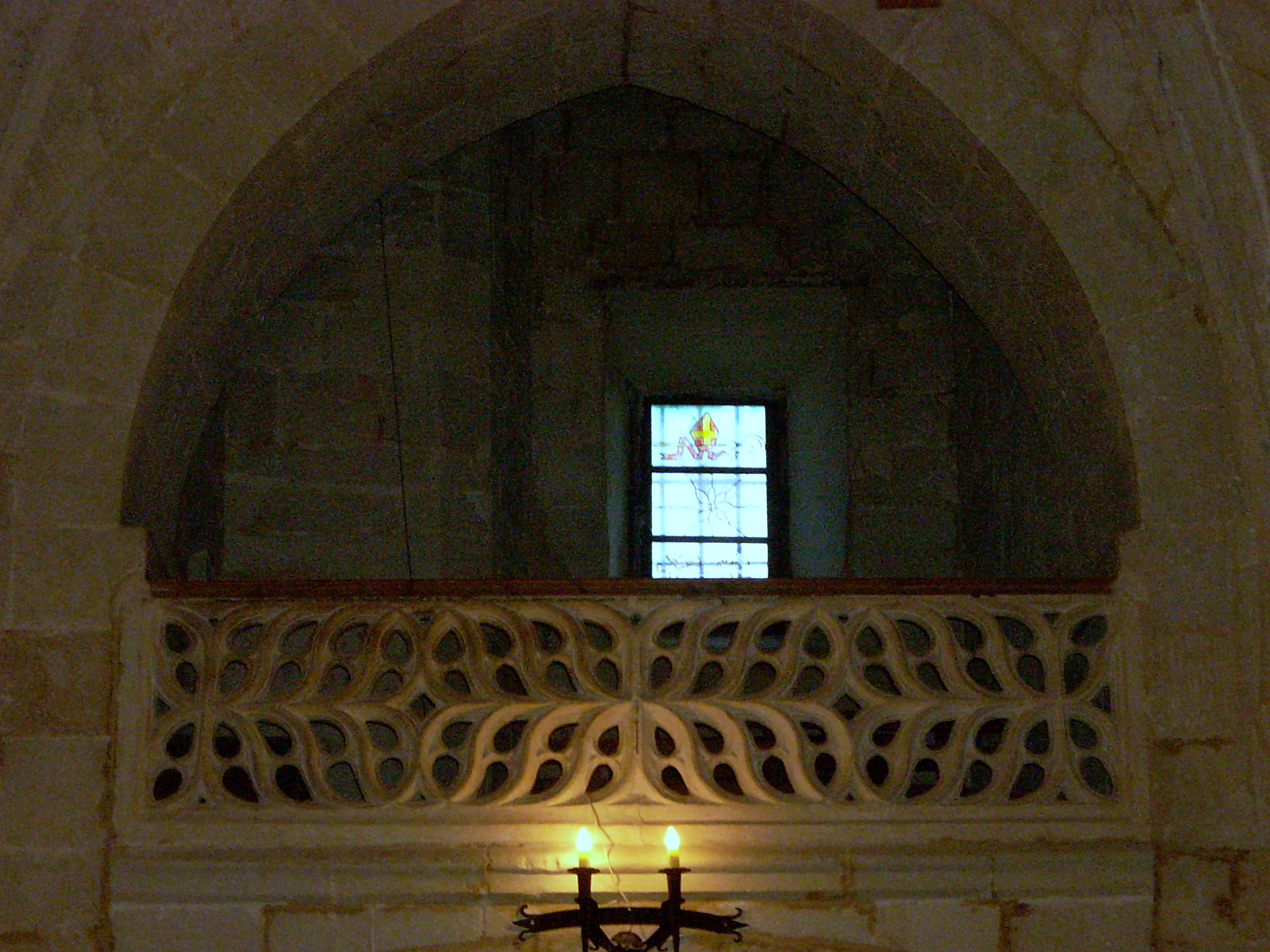
Pretil del coro de la Iglesia de San Fructuoso (Colmenares), en Palencia, con filigrana calada gótica (siglo XVI).
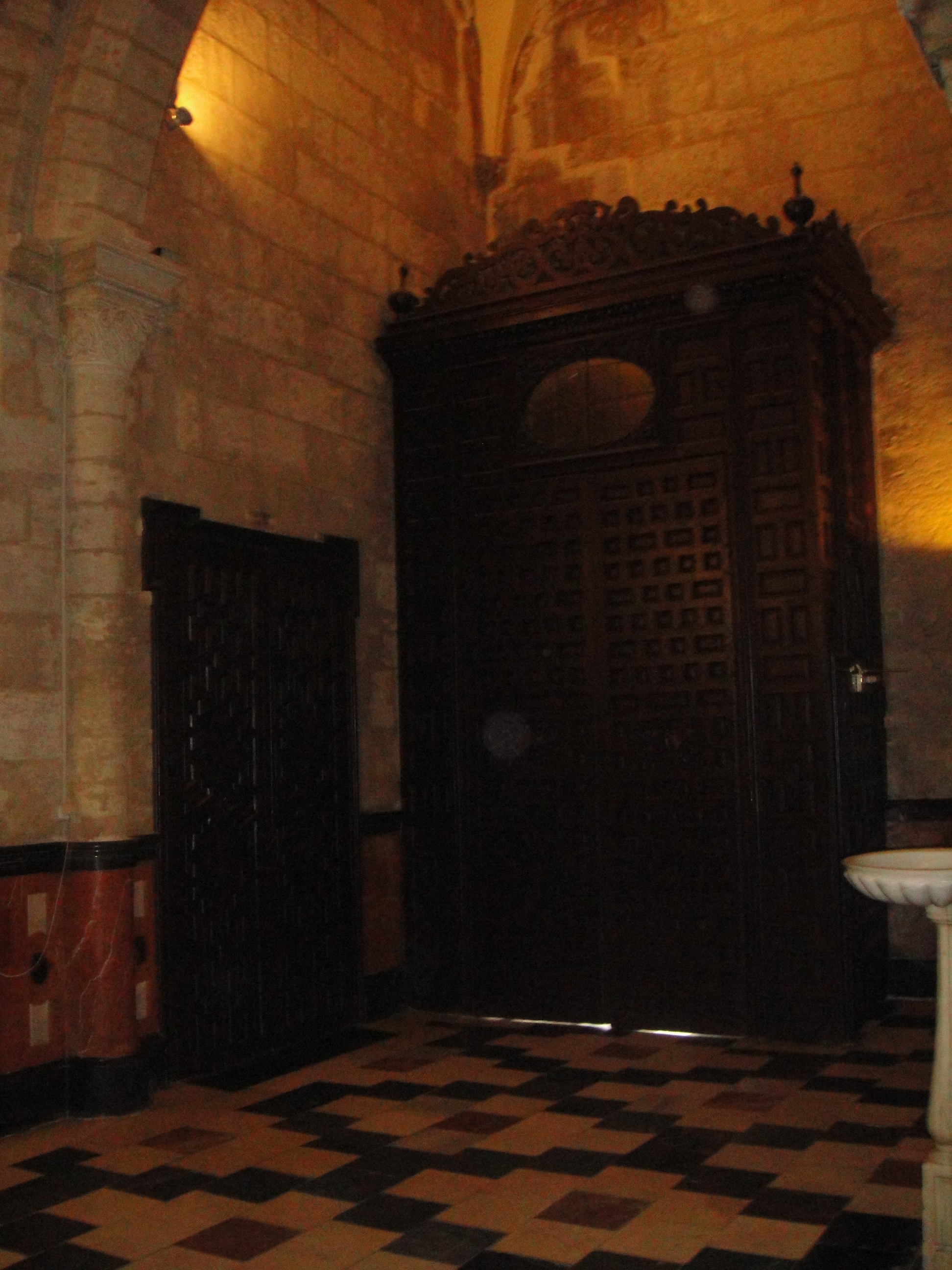
Cancel de entrada en la iglesia de San Nicolás de Córdoba.
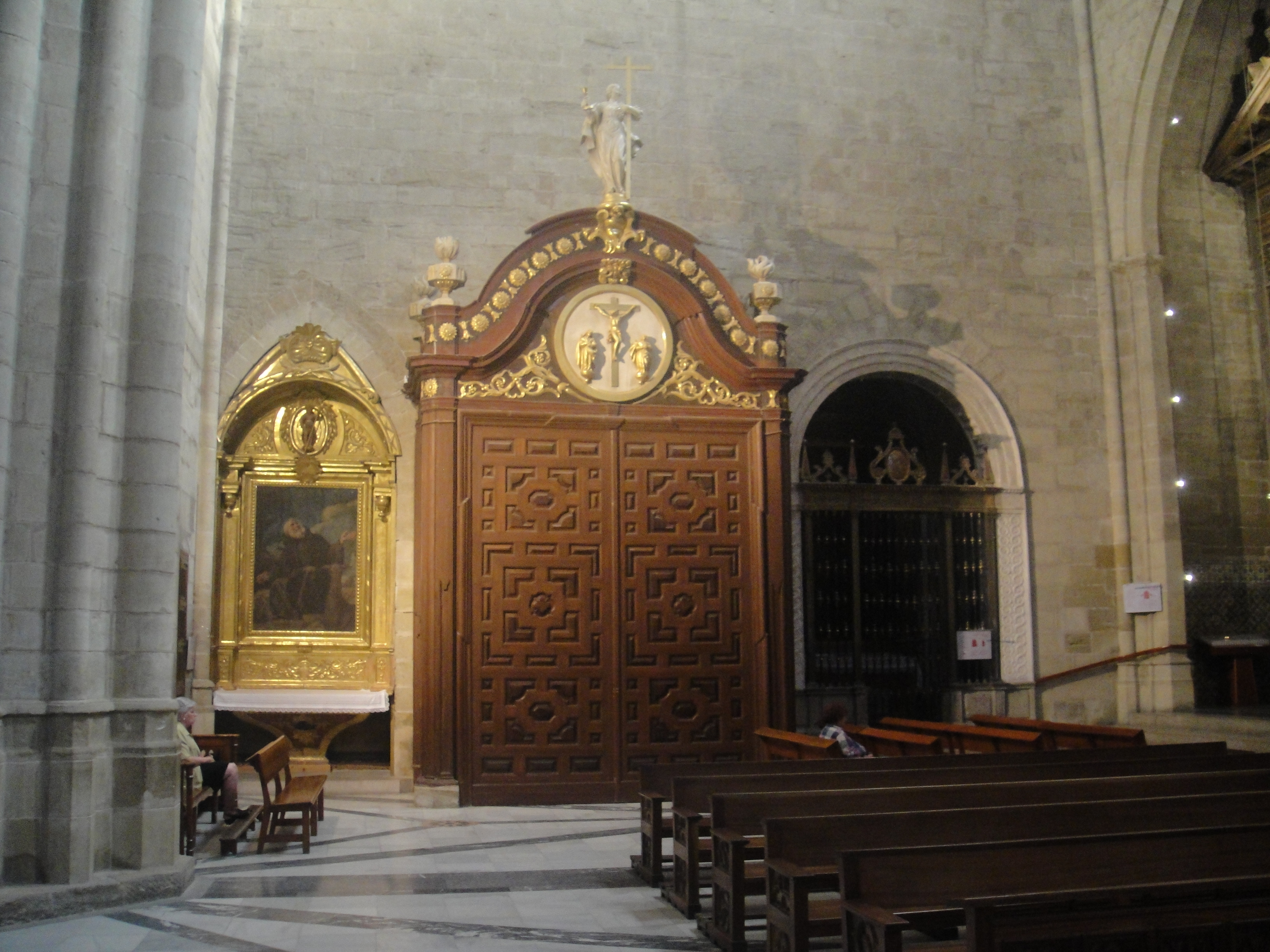
Cancel entre recintos en la Catedral de Huesca.